# Gconf-editor
Gconf-editor é uma ferramenta existente no GNOME. Assemelha-se a função do RegEdit do MS Windows. Tem como função a personalização/modificação avançada do sistema.
1. ↑  «Utilizando o gconf-editor». Hardware.com.br. 7 de fevereiro de 2014